# Ричард Брукс
Ричард Брукс (на английски: Richard Brooks) е американски режисьор, сценарист и писател. 

## Биография
Роден е на 18 май 1912 г. във Филаделфия като Рубен Сакс в семейството на евреи, преселили се от Русия. Завършва Университета „Темпъл“ в родния си град, след което работи като журналист. По време на службата си в армията през Втората световна война пише първия си роман, а след войната се насочва към киното, където пише сценарии и започва да режисира. Най-големи успехи има през 50-те и 60-те години, когато пет негови филма са номинирани за Оскар, а за „Елмър Гантри“ („Elmer Gantry“, 1960) получава наградата за най-добър адаптиран сценарий. Други негови известни филми са „Последният път, когато видях Париж“ („The Last Time I Saw Paris“, 1954), „Котка върху горещ ламаринен покрив“ („Cat on a Hot Tin Roof“, 1958) и „Хладнокръвно“ („In Cold Blood“, 1967).
Ричард Брукс умира на 11 март 1992 г. в Лос Анджелис.

## Избрана филмография
| Година | Филм                               | Оригинално заглавие       |
| ------ | ---------------------------------- | ------------------------- |
| 1954   | Последният път, когато видях Париж | The Last Time I Saw Paris |
| 1957   | Нещо ценно                         | Something of Value        |
| 1958   | Котка върху горещ ламаринен покрив | Cat on a Hot Tin Roof     |
| 1960   | Елмър Гантри                       | Elmer Gantry              |
| 1965   | Лорд Джим                          | Lord Jim                  |
| 1966   | Професионалистите                  | The Professionals         |
| 1967   | Хладнокръвно                       | In Cold Blood             |
| 1975   | Гризни оловото                     | Bite the Bullet           |